# Dianthus algetanus
Dianthus algetanus är en nejlikväxt.
Dianthus algetanus ingår i släktet nejlikor, och familjen nejlikväxter. 

## Underarter
Arten delas in i följande underarter:
- Dianthus aalgetanus ssp. algetanus (Graells ex Williams)M.Laínz, Muñoz Garm. & Soriano, 1987
- Dianthus algetanus ssp. costae (Willk.) Romo, 1989
- Dianthus aalgetanus ssp. turolensis (Pau) M.Bernal, M.Laínz & Muñoz Garm., 1989